# Xingyang Qingrang
Xingyang Qingrang (chiń. 興陽清讓; pinyin Xīngyáng Qīngràng; kor. 흥양청양 Hŭngyang Ch'ŏngyang; jap. Kōyō Seijō; wiet. Hưng Dương Thanh Nhường) – chiński mistrz chan ze szkoły guiyang.

## Życiorys
Żył i nauczał na górze Xingyang w Ezhou (obecnie jest to góra Jing w prowincji Hubei).
Był jednym z ostatnich mistrzów tej tradycji. Ostatecznie została ona wchłonięta przez szkołę linji.
Mnich spytał Xingyanga: „Jak to było wtedy w czasach przed pojawieniem się Dharmy Buddy, gdy Budda Najwyższej Mądrości i Przenikliwości siedział w medytacji przez dziesięć kalp zanim stał się buddą?”
Xingyang powiedział: „Twoje pytanie rzeczywiście trafia w punkt.”
Mnich powiedział: „Skoro on siedział w medytacji, dlaczego nie osiągnął drogi buddy?”
Xingyang powiedział: „Ponieważ on nie stał się buddą.”
Występuje w gong’anie 9 z Bezbramnej bramy.

## Linia przekazu Dharmy zen
Pierwsza liczba oznacza liczbę pokoleń mistrzów od 1 Patriarchy indyjskiego Mahakaśjapy.
Druga liczba oznacza liczbę pokoleń od 28/1 Bodhidharmy, 28 Patriarchy Indii i 1 Patriarchy Chin.
Trzecia liczba oznacza początek nowej linii przekazu w danym kraju.
- 36/9. Baizhang Huaihai (720–814)
  - 37/10. Guishan Lingyou (771–853) szkoła guiyang
    - 38/11. Jiufeng Zihui (bd)
    - 38/11. Shuanfeng (bd)
    - 38/11. Xiangyan Zhixian (zm. 898)
      - 39/12. Hudou (bd)
      - 39/12. Guang książę

    - 38/11. Yangshan Huiji (814–890)
      - 39/12/1. Sunji (bd) Korea; wprowadził szkołę guiyang do Silli
      - 39/12. Nanta Guangyong (850–938)
        - 40/13. Bajiao Huiqing (bd) koreański mistrz działający w Chinach
          - 41/14. Xingyang Qingrang (bd)